# 유발 (즉비후)
유발(劉發, ? ~ ?)은 전한의 제후로, 조경숙왕의 후손이다.

## 생애
아버지 유경의 뒤를 이어 즉비후(揤裴侯)에 봉해졌다.

## 출전
- 반고, 《한서》 권15상 왕자후표 上

| 선대 아버지 즉비희후 유경 | 전한의 즉비후 ? ~ ? | 후대 (불명) |